# 고구려의 왕후 목록
아래는 고구려를 다스린 역대 왕후과 재위 년도이다.

## 역대 왕후
- 고구려(高句麗)의 1대 태후(太后) 유화(柳花)
- 고구려(高句麗)의 1대 왕후(王后) 예씨부인(禮氏夫人)
- 고구려(高句麗)의 1대 왕후(王后) 소서노(召西奴)
- 고구려(高句麗)의 2대 왕후(王后) 송씨(松氏)
- 고구려(高句麗)의 2대 후궁(後宮) 화희(禾姬)
- 고구려(高句麗)의 2대 후궁(後宮) 치희(雉姬)
- 고구려(高句麗)의 3대 왕후(王后) 원비(院妃)
- 고구려(高句麗)의 3대  차비(次妃) 해씨부인(解氏夫人)
- 고구려(高句麗)의 3대 후궁(後宮) 원비(院妃)
- 고구려(高句麗)의 4대 왕후(王后) 원비(院妃)
- 고구려(高句麗)의 5대 왕후(王后) 원비(院妃)
- 고구려(高句麗)의 6대 왕후(王后) 원비(院妃)
- 고구려(高句麗)의 6대 왕후(王后) 차비(次妃)
- 고구려(高句麗)의 7대 왕후(王后) 원비(院妃)
- 고구려(高句麗)의 8대 왕후(王后) 원비(院妃)
- 고구려(高句麗)의 9대 왕후(王后) 우씨(于氏)
- 고구려(高句麗)의 10대 왕후(王后) 우씨(于氏)
- 고구려(高句麗)의 10대 왕후(王后) 소후(小后)
- 고구려(高句麗)의 11대 왕후(王后) 원비(院妃)
- 고구려(高句麗)의 11대 왕후(王后) 차비(次妃)
- 고구려(高句麗)의 12대 왕후(王后) 연씨(椽氏)
- 고구려(高句麗)의 12대 후궁(後宮) 관나부인(貫那夫人)
- 고구려(高句麗)의 13대 왕후(王后) 우씨(于氏)
- 고구려(高句麗)의 14대 왕후(王后) 원비(院妃)
- 고구려(高句麗)의 15대 왕후(王后) 주씨(周氏)
- 고구려(高句麗)의 15대 왕후(王后) 차비(次妃)
- 고구려(高句麗)의 16대 왕후(王后) 원비(院妃)
- 고구려(高句麗)의 16대 왕후(王后) 차비(次妃)
- 고구려(高句麗)의 17대 왕후(王后) 원비(院妃)
- 고구려(高句麗)의 17대 왕후(王后) 연씨(椽氏)
- 고구려(高句麗)의 18대 왕후(王后) 원비(院妃)
- 고구려(高句麗)의 19대 왕후(王后) 원비(院妃)
- 고구려(高句麗)의 20대 왕후(王后) 원비(院妃)
- 고구려(高句麗)의 21대 왕후(王后) 원비(院妃)
- 고구려(高句麗)의 22대 왕후(王后) 왕후 한씨(王后漢氏)
- 고구려(高句麗)의 23대 왕후(王后) 정부인(正夫人)
- 고구려(高句麗)의 23대 왕후(王后) 중부인(中夫人)
- 고구려(高句麗)의 23대 왕후(王后) 소부인(小夫人)
- 고구려(高句麗)의 24대 왕후(王后) 중부인(中夫人)
- 고구려(高句麗)의 25대 왕후(王后) 원비(院妃)
- 고구려(高句麗)의 25대 왕후(王后) 연씨(椽氏)
- 고구려(高句麗)의 25대 왕후(王后) 진비(眞妃)
- 고구려(高句麗)의 25대 왕후(王后) 현비(賢妃)
- 고구려(高句麗)의 26대 왕후(王后) 원비(院妃)
- 고구려(高句麗)의 27대 왕후(王后) 원비(院妃)
- 고구려(高句麗)의 28대 왕후(王后) 원비(院妃)

## 같이 보기
- 북부여의 왕후 목록
- 동부여의 왕후 목록
- 갈사국의 왕후 목록
- 부여의 왕후 목록
- 고구려의 왕후
- 소고구려의 왕후 목록
- 보덕국의 왕후
- 백제의 왕후 목록
- 부흥운동의 왕후 목록
- 신라의 왕후 목록
- 금관가야의 왕후 목록
- 대가야의 왕후 목록
- 발해의 왕후 목록
- 후발해의 왕후 목록
- 대발해의 왕후 목록
- 흥료국의 왕후 목록